# 横斜紫菀
横斜紫菀（学名：Aster hersileoides）是菊科紫菀属的植物，是中国的特有植物。分布于中国大陆的四川等地，生长于海拔1,300米至2,800米的地区，多生长于低山干燥坡地及岸壁上，目前尚未由人工引种栽培。